# Nicolas Mahudel
Nicolas Mahudel, né à Langres, France, le 21 novembre 1673 et mort à Paris le 7 mars 1747, est un jésuite, trappiste et médecin français. Il est l'un des pionniers des recherches préhistoriques.

## Parcours
Nicolas Mahudel entra dans les ordres religieux comme Jésuite, puis devint Trappiste. Il devint médecin à Montpellier, en France, puis s'établit à Lyon, en 1709. Il se fixa, par la suite, à Paris, où il termina sa carrière.

## Travaux scientifiques

### Préhistoire et histoire
Il s'intéressa à l'étude de l'Antiquité et fut l'un des précurseurs des recherches préhistoriques. Reprenant certaines idées des auteurs antiques tels que Lucrèce, il envisagea une succession chronologique de plusieurs âges préhistoriques dont un âge de la pierre, un âge du bronze et un âge du fer sans toutefois remettre en question le récit biblique. Proposant cette succession vers 1714-1720, il lut un exposé de ces travaux lors d'une audience publique à l'Académie des inscriptions et belles-lettres le 12 novembre 1734. Ils furent publiés par l'Académie en 1740, sous le titre Les Monuments les plus anciens de l'industrie des hommes, des Arts et reconnus dans les pierres de Foudre.  
Par ses travaux de classification archéologique, il élargit les concepts émis par Antoine de Jussieu, qui avait publié en 1723 ses recherches intitulées De l'Origine et des usages de la Pierre de Foudre.
Il influença de nombreux historiens européens, notamment William Borlase qui développa cette classification basée sur les découvertes effectuées dans des sites funéraires et sur l'étude des vestiges archéologiques. 
Nicolas Mahudel communiqua également sur des sujets historiques, particulièrement sur l'histoire du cacao et du sucre.

### Numismatique
Nicolas Mahudel s'intéressa également à l'étude de la numismatique et classa les pièces de monnaie européennes. Son ouvrage Dissertation historique sur les monnoyes antiques d'Espagne fut publié en 1725. Ses recherches historiques sur les monnaies influencèrent l'historien danois Christian Jürgensen Thomsen qui étudia à son tour l'historique des pièces de monnaie, notamment les bractéates découvertes en Scandinavie.

## Sociétés savantes
Nicolas Mahudel fut membre de plusieurs sociétés savantes :
- l'Académie des inscriptions et belles-lettres, de 1716 à 1747 ;
- l'Académie des sciences, belles-lettres et arts de Lyon, de 1704 à 1747[4].